# Masalia disticta
Heliothis disticta là một loài bướm đêm trong họ Noctuidae.